# You Could Be Mine
Singles de Guns N' Roses
Patience
(1989) Don't Cry
(1991)
You Could Be Mine est une chanson du groupe de hard rock américain Guns N' Roses, titre figurant sur leur quatrième album studio Use Your Illusion II sorti en 1991. Le titre est écrit et composé par Axl Rose et Izzy Stradlin.
You Could Be Mine figure sur la bande son des films Terminator 2 et Terminator Renaissance. 

## Composition du groupe
- Axl Rose – chants
- Slash – guitare solo
- Izzy Stradlin – guitare rythmique, chœurs
- Duff McKagan – basse, chœurs
- Matt Sorum – batterie
- Dizzy Reed - clavier

## Charts
| Chart                | Position |
| -------------------- | -------- |
| ARIA Charts          | 3        |
| Ö3 Austria Top 40    | 8        |
| RPM                  | 30       |
| Dutch Top 40         | 4        |
| SNEP                 | 8        |
| Media Control Charts | 5        |
| Irish Singles Chart  | 2        |
| FIMI                 | 2        |
| Oricon               | 23       |
| RIANZ                | 2        |
| VG-lista             | 2        |
| Sverigetopplistan    | 2        |
| Swiss Music Charts   | 2        |
| Billboard Hot 100    | 29       |
| Mainstream Rock      | 3        |
| UK Singles Chart     | 3        |